# Kaffeehaus du jardin de Boboli
Le Kaffeehaus ou Casa del Caffè du jardin de Boboli, à Florence  est un pavillon construit entre 1774 et 1777, une fabrique projetée par  Zanobi del Rosso, commanditée  par Léopold Ier de Toscane, qui venait y prendre le café avec sa cour, suivant la mode nouvelle.
Le Kaffeehaus se trouve proche de la statue de l'Abondance, et de style rococo exotique, il est fortement influencé des « turqueries » orientalisantes appréciées des Habsbourg-Lorraine.
Sa couleur vert pâle est dite « verte Lorena ».
Le pavillon est coiffé d'une coupole avec fenêtres et des terrazze marcapiano et à sa base, entourée d'une échelle à double rampe  a tenaglia (en tenailles), se trouve l'entrée d'une petite grotte.
Du haut du Kaffeehaus, qui reçoit un bar, un vaste panorama s'étend vers les Viottolone, l'axe secondaire du jardin.
L’intérieur du pavillon est décoré de fresques de Giuseppe del Moro, Giuliano Traballesi et Pasquale Micheli.

## Sources
- (it) Cet article est partiellement ou en totalité issu de l’article de Wikipédia en italien intitulé « Kaffeehaus del Giardino di Boboli » (voir la liste des auteurs).